# Pavel Hadaščok
Pavel Hadaščok (* 14. října 1965) je bývalý český fotbalista a trenér, obránce. V současnosti působí jako asistent trenéra šestnáctky v týmu SFC Opava
Jeho synem je ligový fotbalista Vojtěch Hadaščok.

## Fotbalová kariéra
Odchovanec Baníku Ostrava a mládežnický reprezentant. V lize nastoupil za Baník Ostrava, byl dlouholetou oporou Opavy, dále hrál i za FK Válcovny plechu Frýdek-Místek, Kravaře a Jakubčovice.

## Trenérská kariéra
Po skončení aktivní kariéry trénoval na regionální úrovni, mj. FC MSA Dolní Benešov nebo Jakubčovice. Poté se stal asistentem trenéra šestnáctky SFC Opava.